# Lindome distrikt
Lindome distrikt är ett distrikt i Mölndals kommun och Västra Götalands län. Distriktet ligger omkring Lindome i norra Halland och motsvaras av de båda kommundelarna Västra Lindome respektive Östra Lindome.

## Tidigare administrativ tillhörighet
Distriktet inrättades 2016 och utgörs av Lindome socken i Mölndals kommun.
Området motsvarar den omfattning Lindome församling hade vid årsskiftet 1999/2000.